# La Providencia, San Luis de la Paz
La Providencia är en ort i Mexiko.   Den ligger i kommunen San Luis de la Paz och delstaten Guanajuato, i den centrala delen av landet, 230 km nordväst om huvudstaden Mexico City. La Providencia ligger 2 042 meter över havet och antalet invånare är 159.
Terrängen runt La Providencia är platt söderut, men norrut är den kuperad. Runt La Providencia är det ganska tätbefolkat, med 124 invånare per kvadratkilometer. Närmaste större samhälle är San José Iturbide, 16,6 km sydost om La Providencia. Trakten runt La Providencia består till största delen av jordbruksmark.